# Jabari Smith
Jabari Montsho Smith Jr. (* 13. Mai 2003 in Fayetteville) ist ein US-amerikanischer Basketballspieler. Er wurde beim Draftverfahren der NBA im Juni 2022 an dritter Stelle ausgewählt. Zuvor spielte er ein Jahr an der Auburn University.

## Werdegang
Smith erzielte in der Saison 2020/21 im Schnitt 23,4 Punkte, 9,5 Rebounds, 3,2 Ballgewinne und 2,5 geblockte Würfe für die Mannschaft der in der Stadt Tyrone (US-Bundesstaat Georgia) gelegenen Sandy Creek High School. Anschließend wechselte er an die Auburn University in den Bundesstaat Alabama. Er war sofort Leistungsträger der Hochschulmannschaft, führte Auburn in der Saison 2021/22 in mehreren statistischen Wertungen (Einsatzzeit, Punkte/Spiel, erzielte Dreipunktewürfe) an.
Nach einem Jahr an der Auburn University wechselte Smith ins Profigeschäft, beim im Juni 2022 abgehaltenen Draftverfahren der NBA sicherten sich die Houston Rockets seine Dienste, ließen ihn an insgesamt dritter Stelle aufrufen.

### Nationalmannschaft
2019 wurde Smith mit der US-Nationalmannschaft Amerikameister in der Altersklasse U16.

### Familie
Sein Vater Jabari Smith war Berufsbasketballspieler, stand unter anderem bei den Sacramento Kings, den Philadelphia 76ers, bei C.B. Granada und Besiktas Istanbul unter Vertrag. Sein Vetter Kwame Brown wurde 2001 beim NBA-Draftverfahren an erster Stelle ausgewählt.